# Новотрюмово
Новотрюмово — деревня в Череповецком районе Вологодской области.
Входит в состав Воскресенского сельского поселения, с точки зрения административно-территориального деления — в Воскресенский сельсовет.
Расстояние по автодороге до районного центра Череповца — 45 км, до центра муниципального образования Воскресенского — 7 км. Ближайшие населённые пункты — Шабанова Гора, Горка, Остров.
По переписи 2002 года население — 6 человек.